# محمد حامد
محمد حامد (مواليد 23 سبتمبر 1987) هو رامي سهام تونسي. شارك في الحدث الفردي للرجال في دورة الألعاب الأولمبية الصيفية 2020.
في عام 2019، فاز بالميدالية الفضية في منافسات الرجال في دورة الألعاب الأفريقية 2019 التي أقيمت في الرباط في المغرب.